# Llatí britànnic
El llatí britànnic o romanç britànnic era una forma de llatí tardà parlat a Gran Bretanya durant el període romà i l'alta edat mitjana. Durant l'ocupació romana de Britànnia el llatí era la llengua principal de l'elit i tenia més presència en les parts meridional i oriental de l'illa, que eren les més romanitzades. Aquesta llengua, però, mai no desplaçà el celta britònic com a llengua quotidiana de la major part dels britans, sobretot a les zones menys romanitzades del nord i l'oest. En les últimes dècades s'ha debatut quin grau de diferenciació assolí el llatí de Britànnia del llatí continental, que donà lloc a les llengües romàniques modernes.
Al final del període romà, el llatí fou desplaçat en molts indrets per l'anglosaxó antic en la major part d'Anglaterra durant els s. V i VI. El llatí hauria sobreviscut només a les àrees cèltiques de Britànnia occidental fins al 700, quan fou definitivament abandonat en favor de les llengües britòniques vernacles.

## Context

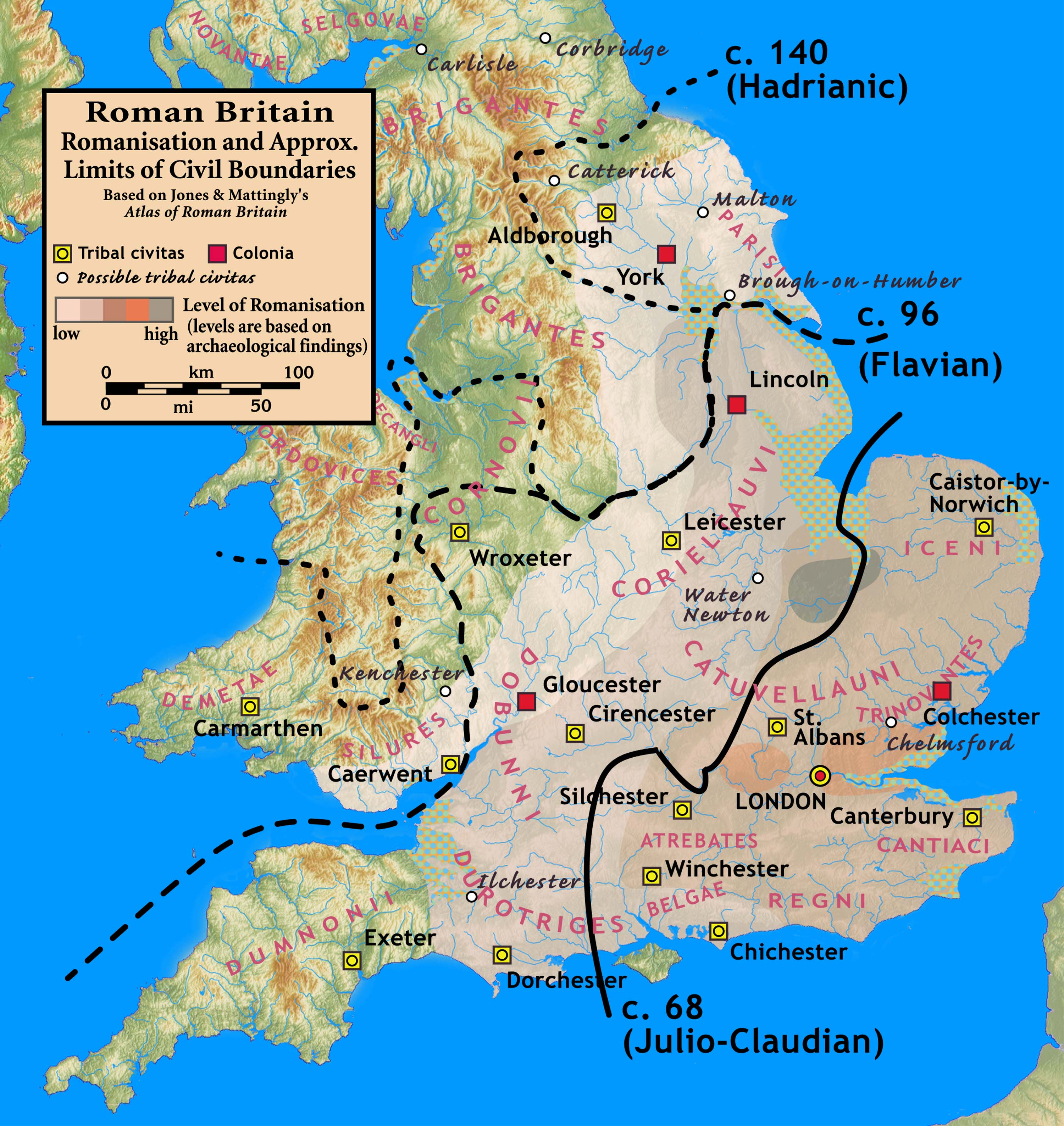
Nivells de romanització, a partir de dades arqueològiques. La romanització fou major al sud-est, i s'estengué cap a l'oest i el nord en menor grau. A l'oest de la línia que va des de l'estuari del Humber a l'estuari del Severn, i que inclou Cornualla i Devon, la romanització fou mínima o inexistent.

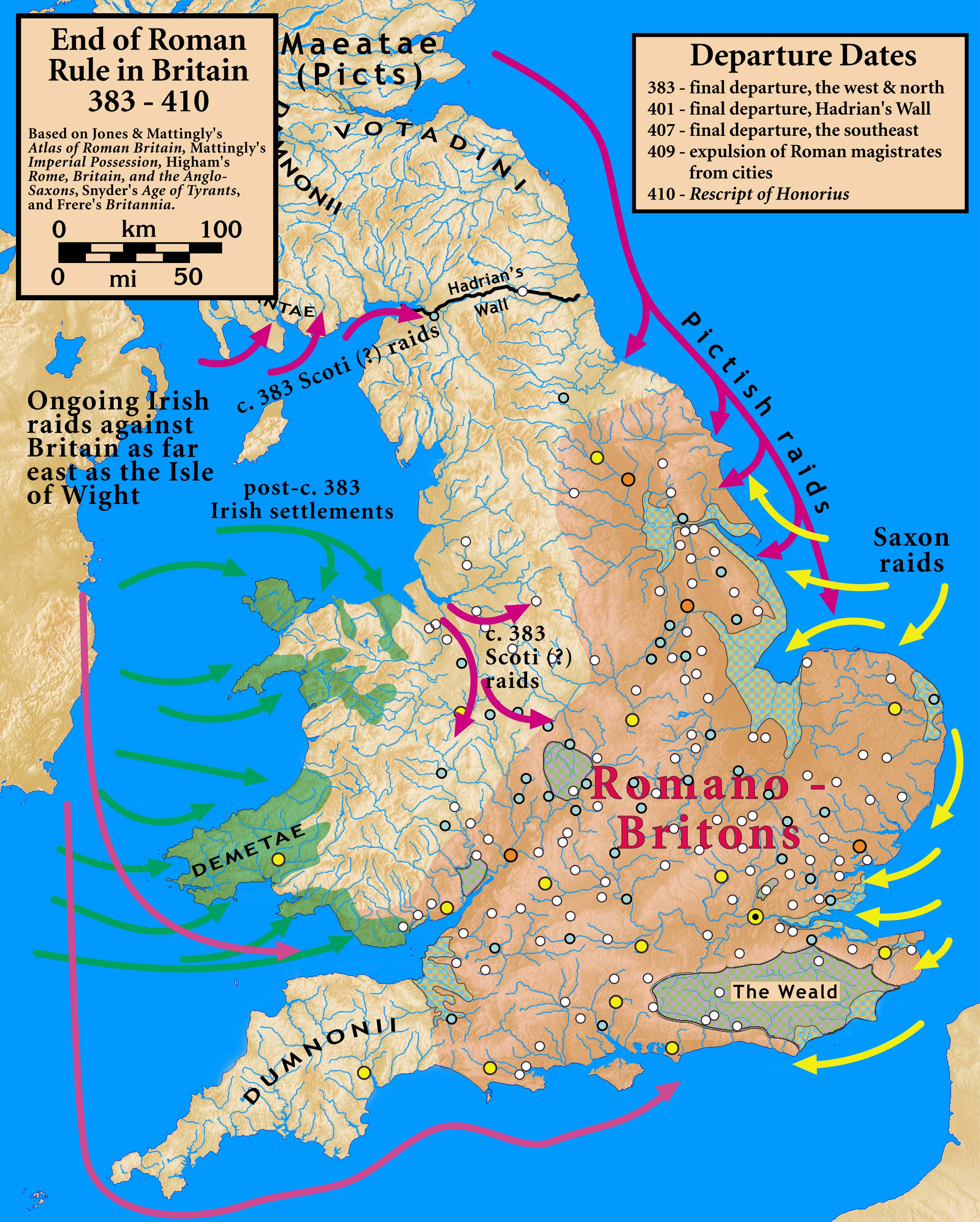
Britànnia al final del període romà, on es mostra l'àrea romanobritànnica a les terres baixes

A l'inici de l'ocupació romana al 43, Gran Bretanya estava habitada pels britans, que parlaven una llengua celta anomenada britònic. Britannia esdevingué una província de l'Imperi romà i se'n mantingué com una part durant quasi quatre-cents anys fins al 409, quan començà la invasió anglosaxona. En el seu apogeu, al 160, el territori romà arribà a cobrir tres quarts de l'extensió total de Gran Bretanya.
Els historiadors del període romà a Anglaterra distingeixen unes "terres altes" al nord i l'oest i unes "terres baixes" al sud i l'est, i aquesta darrera regió és la que presentava un major grau de romanització. En aquestes terres baixes, el llatí hauria estat la llengua de la major part de la població urbana, l'única llengua de l'administració, de les classes altes, de l'exèrcit i després de la introducció del cristianisme, la llengua de l'Església. El britònic l'hauria continuat usant part de la pagesia, que formava el gruix de la població; l'elit rural hauria estat bilingüe. A les terres altes, hi havia una romanització molt limitada i el britònic hauria estat la llengua dominant en tots els àmbits.
Al llarg de la major part d'Europa occidental, durant l'alta edat mitjana, el llatí tardà usat quotidianament evolucionà fins a varietats lingüístiques localment distintives que en acabant donaren lloc a les llengües romàniques. A Gran Bretanya, després del abandó de la invasió romana a la primeria del s. V, el llatí perdé terreny com a llengua d'ús quotidià enfront de l'anglosaxó i el britònic comú. Quan desaparegué el llatí definitivament i fins a quin punt el llatí britànnic era diferent d'altres varietats de llatí ha estat objecte de discussions acadèmiques en les darreres dècades.

## Evidències
Una dificultat inherent per evidenciar la presència del llatí a Britànnia, és que, com a llengua extinta, no hi ha cap font que en proporcione una evidència directa. Cal acudir a fonts indirectes com "errors" en texts escrits i inscripcions. Aquestes evidències són un reflex de la llengua parlada quotidianament. Són interessants les inscripcions de particulars fetes per gent del poble, com epitafis, ofrenes votives i tauletes metàl·liques usades per a invocacions màgiques.
Els treballs pioners de Kenneth H. Jackson, als anys 1950, establiren algunes característiques del llatí tardà parlat a Gran Bretanya, i només recentment algunes de les seues conclusions han estat modificades. Jackson es basava en els préstecs llatins presents en les llengües cèltiques britànniques, i això li permeté extraure'n certes conclusions. Durant els anys 1970, John Mann, Eric P. Hamp i altres utilitzaren la "tradició subliterària" reflectida en inscripcions per a identificar trets lingüístics de l'ús del llatí a Gran Bretanya. En els anys 1980, Colin Smith usà algunes inscripcions de pedra conegudes en la seua època, tot i que en gran part el seu treball és antiquat per la gran quantitat d'inscripcions epigràfiques trobades a Gran Bretanya d'aleshores ençà. Un dels millors exemples d'inscripcions epigràfiques són les tauletes de Vindolanda: els darrers dos volums que en recollien el contingut es publicaren al 1994 i 2002; un altre exemple notable en són les tauletes de maledicció de Bath, publicades al 1988, i altres tauletes de maledicció trobades en altres jaciments arqueològics al sud-est d'Anglaterra des de 1990.